# Троїцька сільська рада (Бузулуцький район)
Тро́їцька сільська рада (рос. Троицкий сельский совет) — сільське поселення у складі Бузулуцького району Оренбурзької області Росії.
Адміністративний центр — село Троїцьке.

## Населення
Населення — 642 особи (2019; 669 в 2010, 798 у 2002).

## Склад
До складу сільської ради входять:
| Населений пункт      | Населення, осіб (2002) | Населення, осіб (2010) |
| -------------------- | ---------------------- | ---------------------- |
| Боровський, селище   | 5                      | 0                      |
| Мотовилово, присілок | 87                     | 67                     |
| Підгорний, селище    | 55                     | 34                     |
| Троїцьке, село       | 651                    | 568                    |